# 九五式重戰車
九五式重戰車是日本陸軍在1934年開發的多砲塔戰車。由九一式重戰車改裝而成，也是九一式的衍生型號。

## 開發
受到英國維克斯A1E1獨立號重型坦克的影響。日本陸軍於1932在九一式的基礎上審查其設計材料並更改設計。
原型車於1934年完成。基本外觀與九一式非常相似，但武器和裝甲得到加強，改進內部配置和懸掛系統。並於1935年，正式命名為九五式重戰車。

## 性能
九五式安裝了兩個砲塔，主炮為九四式70mm戰車砲，副炮為九四式37mm戰車砲。並在兩個炮塔背面各安裝一挺九七式車載重機槍。
九五式比九一式有更強的裝甲。砲塔裝甲厚度為正面30毫米、側面和背面25毫米、頂部12毫米。車體裝甲厚度為正面35毫米、側面30毫米、背面25毫米、頂部12毫米。原計畫重量為25噸，後改為26噸。 
九一式的路輪為很多小輪 ，在更改後九五式為九個稍大的路輪 ，懸掛系統和路輪跟八九式相同。引擎為德國寶馬生產的直列6缸飛機液冷汽油引擎。

## 生產與服役
九五式只生產了四輛。因九五式的速度緩慢，跟不上卡車等車輛。加上在熱河戰役的川原挺身隊的機械化部隊，和隨行的八九式與九二式重裝甲車的戰績，使陸軍認為機動部隊在未來戰場上中型或輕型戰車更有優勢。 

## 衍生型號

### JiRo車（日语：ジロ車）

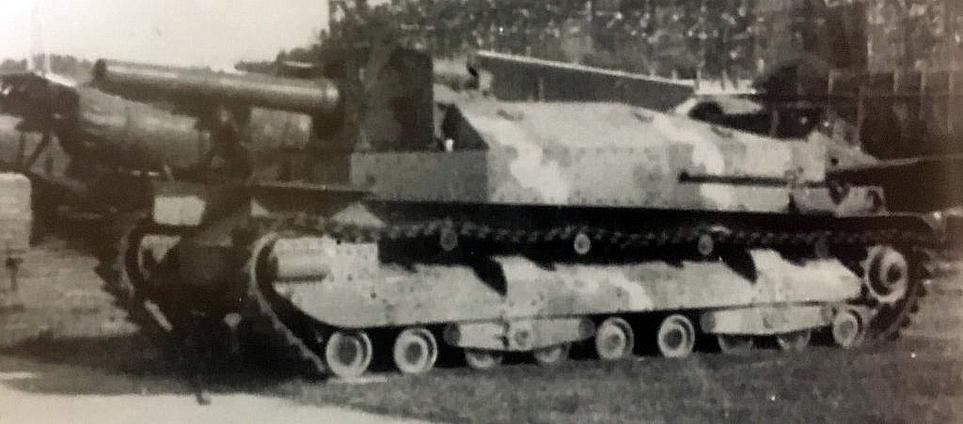
斯加式十二釐速射加農砲搭載車

其中一輛九五式中被三菱重工改裝成自走砲。在正面安裝了砲盾，並安裝九二式105毫米加農炮。

### 斯加式十二釐速射加農砲搭載車（日语：ジロ車#斯加式十二糎速射加農を搭載した車輌）
拆除第4輛九五式的炮塔，並安裝斯加式十二釐速射加農砲。

## 相關連結
- 九一式重型坦克